# Бакі
Бакі (пом. 1542/1543) — бій Мансурульської орди (1532–1535, 1540–1542), карачибек кримських мангитів, син Хасана-мурзи та дочки кримського хана Менґлі I Ґерая, внук Тимура.

## Біографія
Вперше згадується в 1524 році серед інших вельмож, які приносять присягу на мирному договорі з Москвою. Призначений беком мангитів ханом Іслямом I Ґераєм у період його боротьби з Саадетом I Ґераєм. Після примирення братів Саадет підтвердив зроблене Ісламом призначення. У 1529 році Саадет Ґерай вимагав у Москви для Бакі «царове мито», тобто дари, рівні одержуваним беклярбеком Золотої Орди. У 1532 році здійснив наліт на Мещеру, проникнувши туди слідом за ногайським посольством Саїд-Ахмета. Посольство було запідозрено у пособництві грабіжникам і знадобилося чимало зусиль, щоб переконати у протилежному. Після цього Бакі, виїхавши з Криму в Ногайську Орду, кочував у Поволжі. Коли Бакі залишив Крим, посада карачібека перейшла до його молодшого брата Ходже Ахмеда. У 1535 році серед інших поволзьких мирз відправляв посольство до Москви, яка підтримувала з ним дипломатичні відносини, як і з багатьма ногайськими мирзами. Ногайці тоді зобов'язалися перешкоджати кримським нальотам на Московію.
Влітку 1537 року в степах на північ від Перекопа Бакі-бей здійснює наліт і вбиває Ісляма Ґерая, опонента кримського хана Сахіб Ґерая. При цьому він захоплює знатного московського князя Семена Більського, що втік із Литви. Пізніше Сахіб I Ґерай писав, що він спеціально послав Бакі в Ногайську орду з метою подальшого несподіваного нападу на Ісляма. Однак ногайський мирза Кель-Мухаммед у листі Івану Грозному стверджував, що це він переконав Бакі у необхідності нападу.
Після вбивства Ісляма Бакі вирушає до Ірану, де вже прославився своїми подвигами його молодший брат Дівей. У 1539–1540 роках Бакі та Дівей знову з'явилися у Ногайській орді. Звідти вони напали на загони Сахіба Ґерая, які поверталися з походу до Молдови. Братам вдалося пограбувати караван, але Дівей потрапив у полон. Хан використав Дівея та його брата Ак-Бібі, щоб заманити Бакі до Криму. Місія Дівея в Азов не мала результату, але Ак-Бібі (якому хан обіцяв свою дочку) зумів умовити Бакі.
У 1540 році Бакі повернувся до Криму, хан повернув йому посаду карачібека, відібравши її у Ходжі Ахмеда. Бакі з братами очолили ліве крило ханства. У 1541 році хан організував великий похід на Московію, в якому брали участь османські та астраханські війська. Хан підозрював, що Бакі може зрадницьки напасти на нього під час переправи через Оку і наказав його загонам переправлятися першими. Бакі чомусь відмовлявся. У суперечках був втрачений день, а далі на Оку вийшли московські війська з артилерією. Переправа стала неможливою. У гніві хан надіслав листа Івану Грозному, в якому писав, що той врятувався тільки завдяки Бакі.
Хан не зміг відразу розправитися з карачібеком. Після повернення до Криму Бакі перебував на Мангитських землях на південь від Перекопу. Взимку 1542–1543 року хану вдалося захопити Бакі. Його стратили, протимавши у воді доки той не замерз.